# Cicle CNO

Diagrama del cicle CNO

El cicle CNO (carboni-nitrogen-oxigen) és una de les dues reaccions de fusió per les quals les estrelles converteixen hidrogen en heli, i n'és l'altra la cadena protó-protó.
Encara que la cadena protó-protó és més important en les estrelles de la massa del Sol o menor, els models teòrics mostren que el cicle CNO és la font d'energia dominant en les estrelles més massives. El procés CNO va ser proposat el 1938 per Hans Bethe.
Les reaccions del cicle CNO són:

| 12C + ¹H | → | 13N + γ       | +1,95 MeV |
| 13N      | → | 13C + e+ + νe | +1,37 MeV |
| 13C + ¹H | → | ¹⁴N + γ       | +7,54 MeV |
| ¹⁴N + ¹H | → | 15O + γ       | +7,35 MeV |
| 15O      | → | 15N + e+ + νe | +1,86 MeV |
| 15N + ¹H | → | 12C + 4He     | +4,96 MeV |

El resultat net del cicle és la fusió de quatre protons en una partícula alfa i dos positrons i dos neutrins, alliberant energia en forma de raigs gamma. Els nuclis de carboni, oxigen i nitrogen serveixen com a catalitzadors i es regeneren en el procés.
Hi ha una versió poc important de la reacció, que ocorre solament un 0,04% de les vegades, en la qual la reacció final de dalt no produeix 12C y 4He, sinó ¹⁶O i un fotó, i continua així:

| 15N + ¹H | → | ¹⁶O + γ       |
| ¹⁶O + ¹H | → | 17F + γ       |
| 17F      | → | 17O + e+ + νe |
| 17O + ¹H | → | ¹⁴N + 4He     |

Com amb el carboni, nitrogen i oxigen implicats en la reacció principal, el fluor produït en la branca secundària és merament catalític i en estat estacionari, no s'acumula en l'estrella.
Encara que el nombre total de nuclis "catalítics" del CNO es conserva durant el cicle, durant l'evolució estel·lar s'alteren les proporcions relatives dels nuclis. Quan el cicle arriba a l'equilibri, la proporció de nuclis de 12C/13C arriba a 3,5, i el ¹⁴N es converteix en el nucli més nombrós, sense importar la composició inicial. Durant l'evolució d'una estrella, episodis de barreja convectiva duen material sobre el qual ha operat el cicle CNO des de l'interior de l'estrella fins a la superfície, alterant la composició observada de l'estrella. S'observa que les gegants vermelles tenen proporcions menors de12C/13C i 12C/¹⁴N que les estrelles de la seqüència principal, cosa que es considera una prova que realment el cicle CNO funciona.